# Uragano Patricia

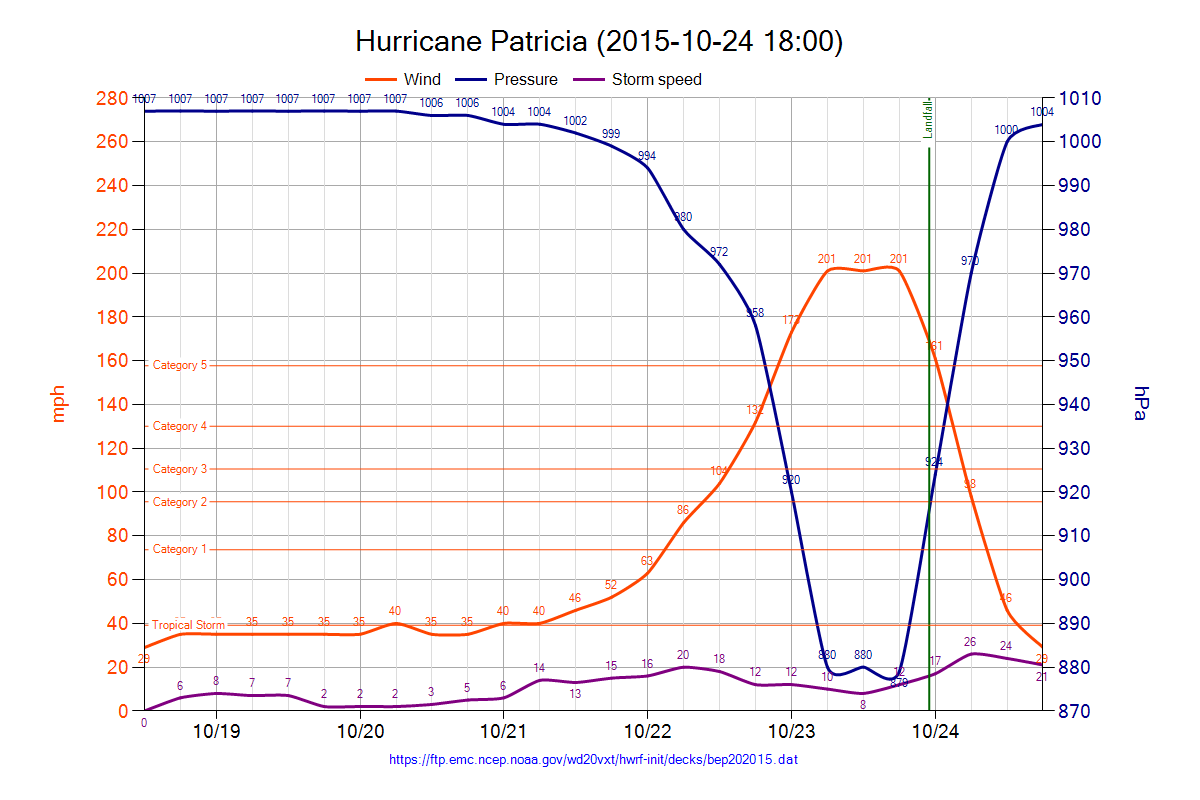

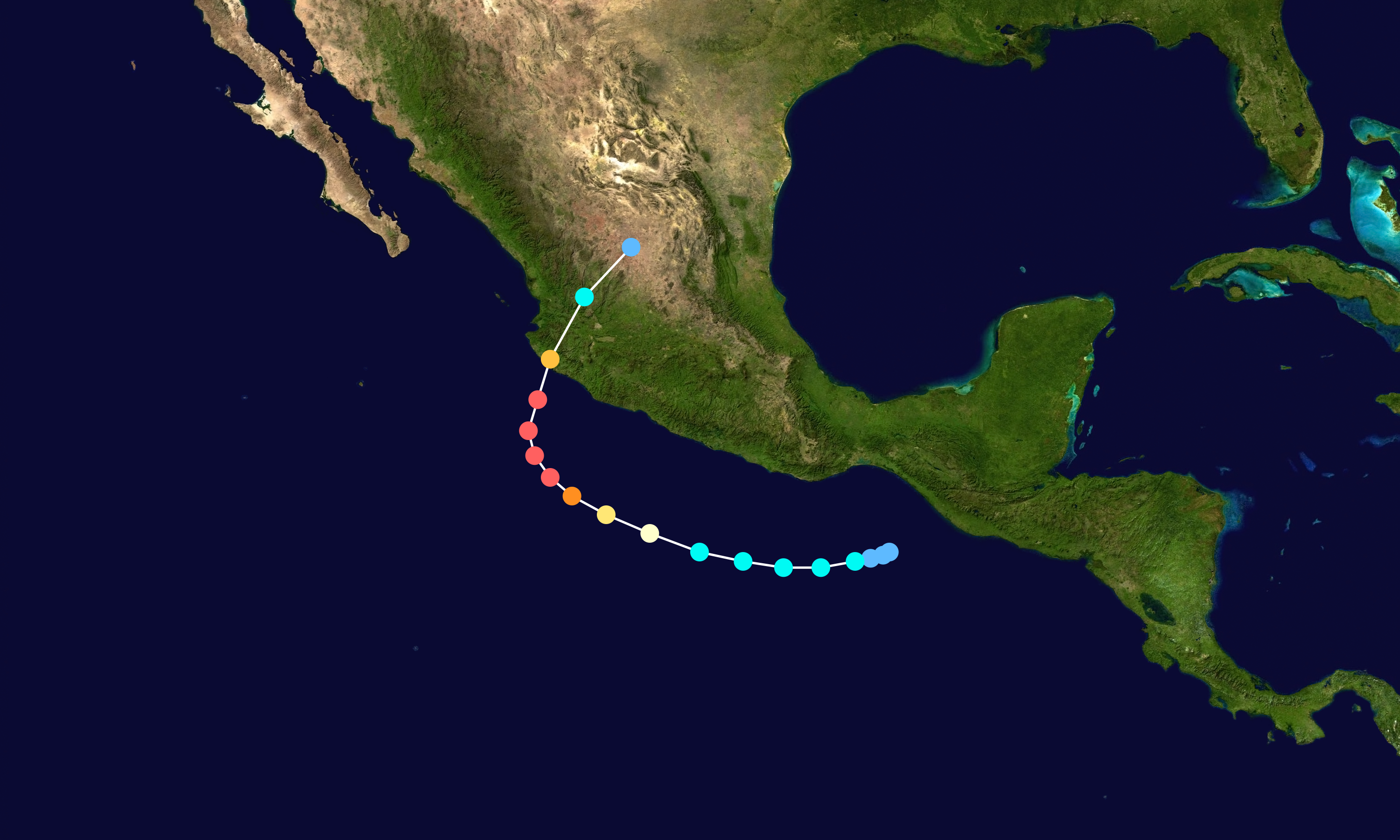
Il percorso dell'uragano con l'intensità secondo la scala Saffir-Simpson

L'uragano Patricia è un ciclone tropicale del 2015 sviluppatosi nel Pacifico. Si tratta del più intenso mai registrato nell'emisfero occidentale considerando la pressione atmosferica e il più potente di sempre a livello globale in termini di venti massimi sostenuti, di una velocità superiore ai trecento chilometri orari, con raffiche che hanno raggiunto punte di quattrocento km/h.
Si è originato nel golfo di Tehuantepec da una perturbazione tentacolare a metà ottobre 2015, venendo classificato come depressione tropicale il 20 ottobre 2015. Lo sviluppo iniziale è stato lento, ma è poi andato incontro a una rapida intensificazione grazie a condizioni atmosferiche eccezionalmente favorevoli, tra cui fenomeni di wind shear, alte temperature della superficie del mare, che raggiunsero i 30 °C, e alti livelli di umidità. Il 21 ottobre è stato classificato come tempesta tropicale, acquisendo il nome di Patricia. Il giorno seguente si è formato l'occhio, venendo classificato come uragano alle ore 9:00 UTC. In sole 24 ore ha raggiunto il massimo grado della scala Saffir-Simpson: categoria 5. Dall'inizio delle osservazioni meteorologiche satellitari un simile livello di crescita così rapida si era registrato solo per l'uragano Linda nel 1997.
L'uragano ha raggiunto le coste sud-occidentali del Messico, approdando nelle aree costiere delle municipalità di La Huerta e Cihuatlán, nello stato di Jalisco alle 18:15 locali del 23 ottobre (23:15 UTC); le aree più coinvolte riguardano anche gli stati di Nayarit, Colima, Michoacán e Guerrero. Si tratta del terzo uragano di categoria 5 a colpire il Messico dopo quello del 1959, anch'esso sviluppatosi nel Pacifico, e l'uragano Dean del 2007, nato nell'Atlantico.

## Storia della tempesta

Animazione della NOAA dell'uragano Patricia durante l'approdo sulle coste messicane

Il 14 ottobre 2015, il National Hurricane Center statunitense ha iniziato a monitorare la possibilità di una ciclogenesi tropicale nell'estremo Pacifico orientale, in prossimità del golfo di Tehuantepec, prevedendo la formazione di un'area di bassa pressione. Il 17 ottobre l'area si consolidò in una vasta zona soggetta a stabilità dell'aria, con la formazione di rovesci e temporali, espandendosi per centinaia di chilometri dall'America Centrale occidentale verso il mare aperto. Incontrando condizioni atmosferiche favorevoli, l'area di bassa pressione iniziò a concentrarsi verso il suo centro. Iniziò a interagire con il freddo vento Tehuano, comune tra i mesi di ottobre e febbraio, il 18 ottobre, originando il giorno seguente una depressione tropicale. Spostandosi verso ovest-sudovest in risposta a un ponte di alta pressione sul golfo del Messico, alle 15:00 UTC del 20 ottobre il sistema presentava sufficiente attività convettiva per essere ufficialmente classificato come depressione tropicale Twenty-E, venendo localizzato a 715 km a est-sudest di Acapulco.
| Più intensi uragani del Pacifico prima di Patricia | Più intensi uragani del Pacifico prima di Patricia | Più intensi uragani del Pacifico prima di Patricia | Più intensi uragani del Pacifico prima di Patricia | Più intensi uragani del Pacifico prima di Patricia |
|                                                    | Uragano                                            | Anno                                               | Pressione                                          | Pressione                                          |
| hPa                                                | Uragano                                            | Anno                                               | inHg                                               |                                                    |
| -------------------------------------------------- | -------------------------------------------------- | -------------------------------------------------- | -------------------------------------------------- | -------------------------------------------------- |
| 1                                                  | Uragano Patricia                                   | 2015                                               | 879                                                | 25,96                                              |
| 2                                                  | Uragano Linda                                      | 1997                                               | 902                                                | 26,64                                              |
| 3                                                  | Uragano Rick                                       | 2009                                               | 906                                                | 26,76                                              |
| 4                                                  | Uragano Kenna                                      | 2002                                               | 913                                                | 26,96                                              |
| 5                                                  | Uragano Ava                                        | 1973                                               | 915                                                | 27,02                                              |
| 5                                                  | Uragano Ioke                                       | 2006                                               | 915                                                | 27,02                                              |
| 7                                                  | Uragano Marie                                      | 2014                                               | 918                                                | 27,11                                              |
| 7                                                  | Uragano Odile                                      | 2014                                               | 918                                                | 27,11                                              |
| 9                                                  | Uragano Guillermo                                  | 1997                                               | 919                                                | 27,14                                              |
| 10                                                 | Uragano Gilma                                      | 1994                                               | 920                                                | 27,17                                              |

Alte temperature del mare, la cui superficie raggiunse i 30 °C, lieve wind shear, e alta umidità hanno poi favorito una rapida intensificazione. Dopo l'individuazione di un piccolo nucleo interno è stato classificato tempesta tropicale alle 03:00 UTC del 21 ottobre, momento in cui gli fu ufficialmente assegnato il nome Patricia. Per ragioni sconosciute, il sistema si dipanò considerovolmente con rainband (fasce della piogge) in fase di dissolvimento e un livello di circolazione basso e poco definito. Tuttavia questa fase durò poco, con un'intensificazione dell'attività convettiva durante il 21 ottobre e la formazione di una densa copertura centrale. Un occhio fu individuato nelle prime ore del 22 ottobre. Il sistema raggiunse il primo grado della scala Saffir-Simpson per la classificazione degli uragani alle 09:00 UTC, con un prominente deflusso e fasce di pioggia molto ben definite. Nelle ore seguenti continuò l'eccezionale intensificazione raggiungendo categoria 4 intorno alle 18:00 UTC.

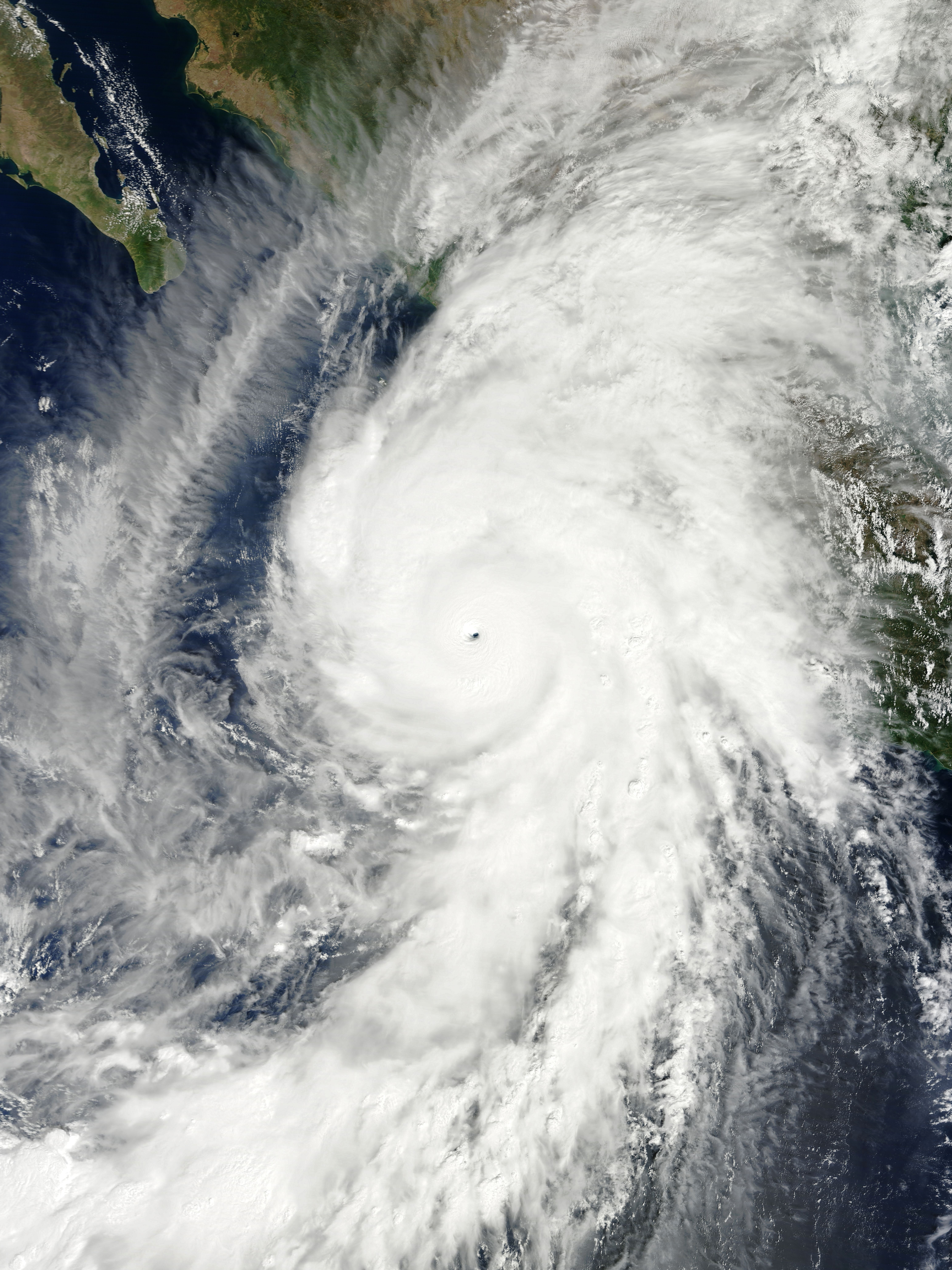
Patricia in avvicinamento alle coste messicane il 23 ottobre

Nelle prime ore del 23 ottobre, un anello di nubi con una temperatura di −90 °C circondò l'occhio del ciclone, dal diametro di circa 19 km, raggiungendo quindi categoria 5. Secondo i dati raccolti grazie ai satelliti, vennero stimati venti massimi sostenuti di 260 km/h e una pressione di 924 hPa (27,29 inHg). Nel giro di 24 ore, la velocità dei venti di Patricia era quindi cresciuta di circa 150 km/h, evidenziando un grado di intensificazione paragonabile solo all'uragano Linda del 1997. Intorno alle 05:30 UTC, un aereo di ricognizione misurò venti al livello di volo di 332 km/h, dati con i quali venne stimata una velocità sulla superficie di 295 km/h, e una pressione di 892 hPa (26,34 inHg). Ulteriori rilevazioni misurarono una pressione minima di 879 hPa (25,96 inHg) e velocità del vento a livello di volo fino a 356 km/h; il ciclone superò quindi il record di velocità del vento fatto registrate dal tifone Haiyan nel 2013.
La tempesta mantenne velocità massime di 325 km/h per diverse ore, prima di iniziare a indebolirsi nella seconda parte del 23 ottobre, quando l'occhio si riempì completamente di nubi. L'indebolimento proseguì dopo aver toccato le coste messicane, alle 18:15 CDT (23:15 UTC); durante l'approdo sulle coste di La Huerta e Cihuatlán, nello stato di Jalisco, vennero misurati venti fino a 265 km/h. Alle 07:00 locali (12:00 UTC) del 24 ottobre, quando raggiunse lo stato di Zacatecas, era già stato declassato a tempesta tropicale, con venti sostenuti fino a 80 km/h.

## Impatto

### America Centrale
Prima dell'approdo di Patricia, piogge intense associate a fenomeni precursori dell'uragano si verificarono in vari stati dell'America Centrale. In Guatemala le conseguenti inondazioni provocarono un morto e centinaia di abitazioni danneggiate. Inondazioni di simile portata provocarono quattro morti nel vicino El Salvador. In Nicaragua, a Bonanza, un minatore che era rimasto sepolto insieme a tre colleghi rimase ucciso. Il fiume River (Río Ulúa) in Honduras esondò per la prima volta dopo diciassette anni.

### Messico
In preparazione dell'arrivo del ciclone in Messico furono preparati 1.782 rifugi, in grado di ospitare circa 258.000 persone tra residenti e turisti. L'elevata mobilitazione mirata a proteggere le aree più soggette a inondazione e il veloce indebolirsi dell'uragano, che al momento dell'approdo era ancora di categoria 5 prima di iniziare a dissolversi raggiungendo aree montagnose, hanno limitato i danni. Gli effetti sono stati contenuti anche grazie ad una fascia ristretta, al di sotto dei trenta chilometri, in cui si sono registrati i venti più forti; al rapido spostamento del sistema, con una velocità di circa 35 km/h, che ha diminuito la quantità di pioggia accumulata in singole aree; e alla scarsa densità di popolazione delle aree coinvolte.
I danni maggiori, stimati in circa sette milioni di dollari, si sono registrati nei dintorni di Manzanillo, con centinaia di abitazioni danneggiate e ingenti danni alle coltivazioni e alle piantagioni di banane, a meno di cento chilometri dal luogo dell'approdo, avvenuto nello stato di Jalisco. Sulle coste di Jalisco, Colima e Michoacán si sono registrate onde di oltre quattro metri. In totale, i morti sono stati sei.